# Râul Gălăoaia Mare
Râul Gălăoaia Mare este un curs de apă, unul din brațele care formează râul Gălăoaia. 

## Hărți
- Harta județului Mureș
- Harta munții Căliman  Arhivat în 11 octombrie 2008, la Wayback Machine.